# Біологічний регрес
Біологічний регрес — це еволюційний рух, при якому відбувається скорочення ареалу проживання; зменшення чисельності особин через непристосованість до середовища проживання; зниження числа видів груп через тиск інших видів, вимирання виду. Палеонтологія довела, що багато видів в минулому повністю зникли. Якщо при біологічному прогресі деякі види розвиваються і широко поширюються по всій земній кулі, то при біологічному регресі види зникають, не зумівши пристосуватися до умов довкілля.
Причини біологічного регресу: зникнення здатності організмів пристосовуватися до змін умов довкілля.
До біологічного регресу схильні:
- Організми-паразити.
- Тварини, що ведуть нерухомий спосіб життя.
- Тварини, що живуть під землею або в печерах.

## Прикладидегенераціїорганізмів, які перейшли до паразитичного способу життя

### Приклади регресу у тварин
У тварин-паразитів (плоскі черви) редукуються органи чуття, травна система, спрощується нервова система. Замість цього у них розвиваються різні необхідні пристосування-присоски, причепки, що сприяють утриманню у кишечнику хазяїна. Самка паразитичних ракоподібних (вусоногі — саккуліна) зовсім втратила ознаки членистоногих. Вона виконує тільки одну функцію — відкладання яєць. Бичачий ціп'як паразитує в кишечнику людини 18-20 років, виробляючи близько 11 млрд яєць. Захищеність яйця тілом хазяїна забезпечує високу плодючість і процвітання черв'яків.

### Приклади регресу у рослин
Регрес у рослин тісно пов'язаний з паразитичним способом життя. Наприклад, вовчок соняшниковий- рослина-паразит, що існує на корінні соняшника, конопель, конюшини. Стебла у неї темнуватого забарвлення, лускоподібне листя позбавлене хлорофілу, тому за допомогою присосок вони вбуравлюються в тіло інших рослин і висмоктують їх поживні речовини.
Інша рослина-паразит — повитиця. Зустрічається скрізь: уздовж доріг, по городах. Червонуваті і жовті ниткоподібні стебла обвивають дикі і культурні рослини. У повитиці редуковані коріння і листя. Замість коренів з'являються специфічні органи — присоски, якими вона впроваджується в стебло рослини і всмоктує необхідні поживні речовини (сік). Рослини-паразити міцно прикріплюються до рослини-хазяїна і насилу відокремлюються від хазяїна.

## Приклади дегенерації у організмів, що ведуть нерухомий спосіб життя
У тварин, що ведуть нерухомий спосіб життя, орган руху діє тільки в період личинкової стадії, хорда редукована. Наприклад, єдиний представник окремого типу брахіата — погонофора — мешкає на дні моря, веде нерухомий спосіб життя. У погонофори є мозок і серце, але рот і шлунок редуковані, органами дихання є щупальця. Через нерухомий спосіб життя вони не схожі на тварин. У внутрішній частині щупалець є довгі тонкі волоски, які забезпечені кровоносними судинами. У воді волоски виходять з трубки, і до них прикріплюються мікроорганізми. Коли останніх стає багато, погонофори затягують волоски всередину. Під впливом ферментів дрібні організми перетравлюються і вбираються внутрішніми виростами.
Зародковий кишечник у зародка погонофори доводить наявність органів травлення у предків. Через проходження процесу травлення поза організмом органи травлення погонофор редукувалися.

## Приклади дегенерації тварин, що живуть під землею або в печерах
У печерах колишньої Югославії та Південної Австрії мешкає протей з класу земноводних, схожий на тритона. Крім легенів по обидва боки голови у нього є зовнішні зябра. У воді протеї дихають зябрами, на суші — легенями. Мешканці вод і глибоких печер, вони мають змієподібну форму, прозорі, безбарвні, без пігментів. У дорослих особин очі прикриває шкіра, а у личинок є зародкові очі.
У квіткових рослин, які перейшли у водне середовище, листові пластинки стали вузькими, ниткоподібними, провідні тканини перестали розвиватися. Зникли продихи, не змінилися тільки квіти (жовтець водяний, ряска, роголисник).
Генетичною основою еволюційних змін, що ведуть до спрощення рівня організації, є мутації. Наприклад, якщо збереглися недорозвинені органи — рудименти, альбінізм (відсутність пігментів) та інші мутації — не зникають в процесі еволюції, то зустрічаються вони у всіх членів даної популяції.

## Взаємозв'язок між напрямками біологічної еволюції
В еволюції органічного світу виділяють три напрямки:
- ароморфоз — підвищення рівня організації живих організмів;
- ідіоадаптація — пристосування живих організмів до умов довкілля без принципової перебудови їхньої біологічної організації;
- дегенерація — спрощення рівня організації живих організмів, що призводить до біологічного регресу.

Зв'язок між ароморфозом, ідіоадаптацією і дегенерацією в еволюції органічного світу неоднаковий. Ароморфоз у порівнянні з ідіоадаптацією відбувається рідше, але саме він знаменує новий етап у розвитку органічного світу. Ароморфоз призводить до виникнення нових високоорганізованих систематичних груп, які займають інше середовище проживання і пристосовуються до умов існування. Навіть еволюція іде шляхом ідіоадаптації, іноді і дегенерації, які забезпечують організмам обживання нового для них середовища проживання.

#### Ресурси Інтернету
- Регрес біологічний // Словник-довідник з екології : навч.-метод. посіб. / уклад. О. Г. Лановенко, О. О. Остапішина. — Херсон : ПП Вишемирський В. С., 2013. — С. 151.
- Біологічний прогрес і біологічний регрес [Архівовано 27 липня 2014 у Wayback Machine.]
- Біологічний прогрес і біологічний регрес [Архівовано 10 серпня 2014 у Wayback Machine.]
- Основні напрямки еволюції [Архівовано 27 липня 2014 у Wayback Machine.]
- Главные направления эволюции [Архівовано 26 липня 2014 у Wayback Machine.]
- Повний список робіт М. В. Тимофеєва-Ресовського [Архівовано 29 червня 2016 у Wayback Machine.].